# Lo sconosciuto (film 1927)
Lo sconosciuto (The Unknown) è un film del 1927 diretto da Tod Browning.
Storia d'amore a tinte nere in ambiente circense, avente personaggi e tematiche assai simili al successivo, più famoso e fortunato, Freaks dello stesso Browning.

## Trama
Alonzo è un circense privo di entrambe le braccia che ama segretamente la bella Nanon, sua partner nello spettacolo, a sua volta corteggiata da Malabar, l'uomo forzuto.
Nanon ha una repulsione per le mani degli uomini perciò rifugge da Malabar e piuttosto asseconda le attenzioni di Alonzo.
Alonzo che in effetti ha un'abilità fenomenale con i piedi, in realtà, ben celate sotto uno stretto corpetto, ha entrambe le braccia. Solo il suo fido Cojo, un nano, sa il suo segreto dietro al quale si cela l'identità di un criminale noto per un'altra stranezza fisica, un doppio pollice.
Il padrone del circo e padre di Nanon, entrato in conflitto con Alonzo, ne scopre anche il segreto e viene così ucciso dallo stesso. Nanon assiste all'omicidio, ma tutto quello che vede dell'assassino è una mano con due pollici.
Il circo si scioglie e Alonzo volendo conquistare Nanon si fa amputare entrambe le braccia.
Di ritorno dall'operazione scopre però che Nanon ha superato la sua fobia e ora si lascia felicemente abbracciare dall'uomo forzuto. Alonzo è smarrito ma poi escogita un piano per ottenere ciò che brama.
Durante un numero nel quale Malabar ha le braccia legate a due cavalli che corrono in sensi opposti, manomette il marciapiede mobile facendo imbizzarrire gli animali. Nanon accorre per mettere in salvo il suo amato ma Alonzo vistala in pericolo la allontana venendo travolto e ucciso da un cavallo.
Alonzo ha trovato la morte, Nanon e Malabar si promettono eterno amore.

## Critica
Lo sconosciuto è uno dei più intensi e sottovalutati capolavori del regista Tod Browning (suoi sono anche Dracula e Freaks). Joan Crawford raccontò sempre di avere imparato di più del mestiere di attrice lavorando insieme a Chaney in questo film che da chiunque altro durante la sua lunga carriera, e i critici spesso citano l'interpretazione di Chaney come una delle migliori mai catturate su pellicola. Burt Lancaster sosteneva che il ritratto dato da Chaney del personaggio in Lo sconosciuto era la performance d'attore più emozionante che avesse mai visto.
Lon Chaney morì quarantasettenne nel 1930 subito prima di venire diretto in un film da suo figlio ventiquattrenne Lon Chaney Jr..
Come nei confronti di Freaks, la critica contemporanea al film, mostrò di non apprezzarlo affatto. «Visitare la sala delle autopsie di un ospedale sarebbe più divertente», sentenziò il New York Evening Post, «e allo stesso tempo più istruttivo». La critica moderna ha completamente rivalutato l'opera, definendola forse la migliore di Browning.

## Restauro
Per molti anni il film è stato disponibile solo attraverso una copia incompleta in formato 9.5 mm, fino a quando ne fu trovata una copia di qualità superiore in 35 mm nel 1968, preservata nella Cinémathèque française. Nonostante questo, varie scene della parte iniziale del film sono ancora mancanti, anche se queste non sono essenziali per la comprensione della storia.

## Curiosità
- Nella sceneggiatura originale del film e in qualche scena girata ma poi eliminata, Alonzo uccide sia il dottore che gli ha amputato le braccia che il suo fedele assistente Cojo, per eliminare degli scomodi testimoni prima di ritornare a reclamare Nanon.
- I piedi che Chaney usa nel film come fossero le sue mani, appartenevano ad un vero lanciatore di coltelli senza braccia, tale Paul Desmuke (accreditato a volte come Peter Dismuki).